# Helen Eby-Rock
Helen Eby-Rock est une actrice américaine née le 18 juillet 1896 à Altoona en Pennsylvanie (États-Unis), morte le 20 juillet 1979 à Woodland Hills (Los Angeles).

## Filmographie
- 1929 : The Salesman
- 1930 : Opening Night
- 1931 : The Spirits of 76th Street
- 1933 : Ann Vickers : Kitty Cognac
- 1934 : Un drame à Hollywood (Crime of Helen Stanley) : Jessie
- 1934 : Le Calvaire de Flora Winters (The Life of Vergie Winters)
- 1944 : Femme aimée est toujours jolie (Mr. Skeffington) : Woman in Cafe
- 1945 : The Thin Man Goes Home : Tart
- 1945 : What Next, Corporal Hargrove? : R.C. Supervisor
- 1946 : Le Droit d'aimer (My Reputation) : Mrs. Hanson
- 1946 : The Hoodlum Saint : Secretary
- 1946 : Ding Dong Williams : Angry tenant
- 1946 : Lame de fond (Undercurrent) : Fitter
- 1947 : Au carrefour du siècle (The Beginning or the End) : Townswoman
- 1947 : L'Île enchantée (High Barbaree) : Woman Helper
- 1947 : Song of Love : Maid
- 1947 : L'As du cinéma (Merton of the Movies) : Bit Role
- 1947 : Le Pays du dauphin vert (Green Dolphin Street) : Maid
- 1947 : High Wall : Nurse Josephine
- 1948 : L'Enfer de la corruption (Force of Evil) d'Abraham Polonsky : Secretary #3
- 1949 : The Barkleys of Broadway : Sarah's Aunt
- 1950 : La Rue de la mort (Side Street) : Mother
- 1950 : Une rousse obstinée (The Reformer and the Redhead) : Lady
- 1950 : Stars in my Crown : Townswoman
- 1950 : Shadow on the Wall : Mother
- 1950 : Caged : Inmate
- 1950 : La Voix que vous allez entendre (The Next Voice You Hear...)
- 1950 : Ma vie à moi (A Life of Her Own)
- 1950 : Comment l'esprit vient aux femmes (Born Yesterday) : Manicurist
- 1951 : No Questions Asked
- 1951 : Callaway Went Thataway : Phone Operator
- 1951 : The Man with a Cloak de Fletcher Markle : Angry Woman
- 1952 : Chantons sous la pluie (Singin' in the Rain) : Undetermined Role
- 1952 : Mademoiselle gagne tout (Pat and Mike) : Female golfer
- 1952 : Fearless Fagan : Third Nurse
- 1954 : Les Sept Femmes de Barbe-Rousse (Seven Brides for Seven Brothers) : Mother
- 1954 : Une étoile est née (A Star Is Born) : Reporter at Shrine Auditorium
- 1956 : Over-Exposed de Lewis Seiler : Mrs. Grannigan
- 1957 : La Femme modèle (Designing Woman) : Newswoman
- 1968 : Accroche toi Peter (For Pete's Sake)